# Asemostera arcana
Asemostera arcana is een spinnensoort uit de familie hangmatspinnen (Linyphiidae). De soort komt voor van Costa Rica tot Venezuela.